# William Roy Hodgson
Podplukovník William Roy Hodgson, CMG, OBE (22. května 1892 Kingston – 24. ledna 1958 Sydney) byl australský voják, státní úředník a diplomat, který světu předal odkaz občanských svobod a zásad lidských práv, jimiž se světová společnost řídí i v 21. století.
Za první světové války přežil bitvu u Gallipoli, byl obětavým a pracovitým členem nově vznikajícího australského ministerstva zahraničních věcí během druhé světové války a vášnivým zastáncem vymahatelných lidských práv jako nezbytné součásti trvalého míru. Mezi jeho významné úspěchy patřil podíl na vzniku Valného shromáždění OSN, mezinárodní zastupování Austrálie na mnoha diplomatických konferencích během druhé světové války a členství v redakčním výboru Všeobecné deklarace lidských práv OSN.

## Biografie
William Hodgson se narodil 22. května 1892 v Kingstonu ve státě Victoria, vzdělání získal na School of Mines v Ballaratu a na Royal Military College v Duntroonu v australském hlavním teritoriu. Promoval v roce 1914, byl jmenován do první australské císařské armády a během první světové války byl vyslán nejprve do Egypta a poté bojoval v tažení na Gallipoli, kde ho zasáhl turecký odstřelovač. Po několika operacích v Egyptě a Anglii měl jednu nohu výrazně kratší a musel chodit o holi. Roku 1916 mu byl udělen francouzský válečný kříž Croix de Guerre avec palme, ale v následujícím roce se vrátil jako invalida do Austrálie.
V roce 1918 byl přidělen ke generálnímu štábu velitelství armády v Melbourne a po službě ve výcvikové a administrativní sekci se v roce 1925 stal vedoucím vojenské rozvědky. Při zaměstnání získal účetní kvalifikaci a vystudoval práva na Melbournské univerzitě, kde v roce 1929 získal bakalářský titul. V témže roce byl na šest měsíců vyslán do Komise pro rozvoj a migraci.
V roce 1934 odešel ze stálého vojenského útvaru a byl zařazen na seznam nezařazených s čestnou hodností podplukovníka, vojenskému zpravodajství se věnoval až do roku 1936. V roce 1934 se stal asistentem tajemníka ministerského předsedy a zabýval se vnějšími záležitostmi. V následujícím roce se stal tajemníkem pro vnější záležitosti jako samostatného oddělení. Jako poradce pro zahraniční záležitosti se v roce 1937 zúčastnil Imperiální konference v Londýně. Jako vedoucí oddělení působil až do roku 1945 a za tu dobu významně přispěl k rozvoji profesionální diplomatické služby.

### Diplomacie a zapojení v OSN
V letech 1945–57 působil Hodgson v zahraničí jako vedoucí australské mise a vykonával řadu funkcí na mezinárodních konferencích a v mezinárodních komisích. V roce 1945 působil jako australský vysoký komisař v Kanadě a v témže roce byl jmenován velvyslancem ve Francii. Podílel se na formování Organizace spojených národů a byl australským delegátem na prvním Valném shromáždění, které se konalo v Londýně v letech 1945–46, a australským zástupcem v Radě bezpečnosti a v Komisi pro lidská práva. Byl také australským delegátem na pařížské mírové konferenci v roce 1946. V roce 1949 byl vyslán do Tokia jako zástupce Britského společenství národů ve Spojenecké radě pro Japonsko a v roce 1952 do Jihoafrické republiky jako australský vysoký komisař.
V roce 1946 OSN zřídila Komisi pro lidská práva a plukovník Hodgson k tomu významně přispěl. Eleanor Rooseveltová se jako předsedkyně komise ujala úkolu vypracovat Všeobecnou deklaraci lidských práv (UDHR) a Hodgson se podílel na práci tohoto výboru. Zajímal se zejména o prosazování lidských práv a prosazoval zřízení mezinárodního tribunálu pro podávání stížností. Hodgson navrhoval, aby deklarace byla právně vymahatelná, ale pro ostatní členy výboru to nebylo prioritou. Všeobecná deklarace lidských práv nakonec žádné mechanismy vymahatelnosti neobsahovala. Hodgsonovy názory pravděpodobně předběhly svou dobu. První náznaky vymahatelných mezinárodních závazků v oblasti lidských práv přišly v roce 1959 se zřízením Evropského soudu pro lidská práva. Skutečné mezinárodní mechanismy vymahatelnosti se objevily až v roce 1976, kdy vstoupil v platnost Mezinárodní pakt o občanských a politických právech (ICCPR), tedy téměř 30 let po přijetí UDHR. Plukovník Hodgson se zavedení mezinárodních mechanismů prosazování lidských práv nedožil. Zemřel v roce 1958.
V roce 1947 byl Hodgson jmenován vedoucím australské mise při OSN v New Yorku a zastupoval Austrálii také v Komisi OSN pro jadernou energii. A v roce 1948 byl zástupcem v Komisi OSN pro Balkán a také zástupcem v Hospodářské a sociální radě a delegátem ve Valném shromáždění OSN. V práci v komisích a delegacích pokračoval až do svého jmenování do čela australské mise v Japonsku a do funkce zástupce Britského společenství národů ve Spojenecké radě pro Japonsko.
V roce 1949 byl jmenován vysokým komisařem v Jihoafrické republice, kde působil až do roku 1956. V roce 1957 se vrátil do Austrálie a odešel z diplomatických služeb do důchodu.

### Osobní život
Dne 18. října 1919 se Hodgson v Christ Church, South Yarra, Melbourne oženil s Muriel Daisy McDowell. Měli spolu syna a dceru. Po smrti manželky v Paříži v roce 1946 zůstal osamělý. Byl vášnivým čtenářem, znalcem starého stříbra a čínského porcelánu a zajímal se o sport. Zemřel na rakovinu 24. ledna 1958 v Sydney.

## Vyznamenání
V roce 1934 byl vyznamenán Řádem britského impéria (OBE) a v roce 1951 obdržel Řád svatého Michala a svatého Jiří (CMG).